# The Grinch (phim)
The Grinch (hay là Dr. Seuss' The Grinch) là phim điện ảnh hoạt hình 3D do hãng Illumination Entertainment sản xuất năm 2018. Phim dựa trên cuốn sách How the Grinch Stole Christmas! (1957, tác giả Dr. Seuss), đây là phiên bản phim thứ ba làm từ tác phẩm này, sau phim truyền hình năm 1996 và phim điện ảnh năm 2000.